# Boomerang TV
Boomerang TV è una società di produzione televisiva spagnola con sede a Madrid.
È stata fondata nel 1998 da Pepe Abril e Pedro Ricote, entrambi con una vasta esperienza come manager in diversi canali televisivi spagnoli.
Nel 2015 la società di produzione francese Lagardère Group ha acquisito l'82% delle sue azioni.
La casa di produzione è controllata da Boomerang Italia, rete edita dalla Warner Bros.